# Verteiler (Kommunikationstechnik)

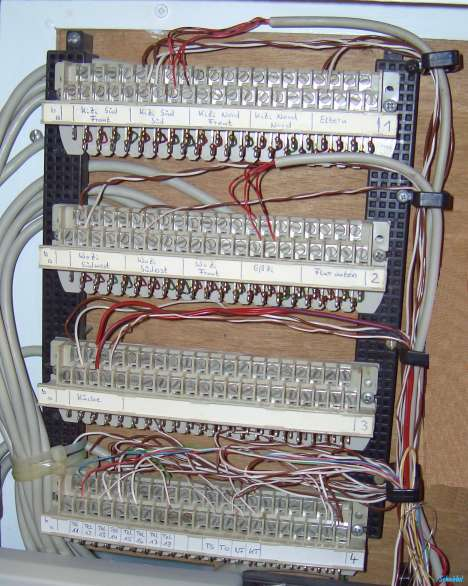
Telefonverteiler (ältere Ausführung mit Löt-/Schraubleisten)

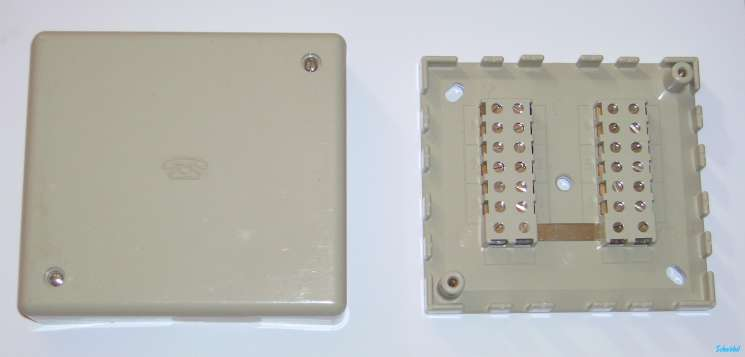
Unbeschaltete Verbindungs- und Verteilungsdose VVDi6

Verteiler werden in der Schwachstromtechnik eingesetzt, um die Drähte eines Kabels auf Drähte anderer Kabel aufzuteilen, zum Beispiel in der Kommunikationstechnik als Telefonverteiler, in der Sicherheitstechnik zur Verschaltung von Gefahrenmeldeanlagen oder bei Sprechanlagen.

## Funktion

### Fixe Verdrahtung
Die zu verbindenden Drähte können auf die gleiche Klemme gelegt und damit direkt miteinander verbunden werden. Diese Bauform wird z. B. zum Verlängern oder zum Verbinden verschiedener Kabel in kleinem Ausmaß in der Kommunikationstechnik eingesetzt, öfter jedoch in der Schwachstromtechnik, z. B. Subverteiler für Näherungssensoren im Maschinenbau, oder Elektroinstallationstechnik.

### Rangierverteiler
In der Kommunikationstechnik erhält jeder Draht in einem Verteiler meistens jedoch eine eigene Klemme. Sie werden dann mit einer Rangierung miteinander verbunden. Man spricht dann auch vom Rangierverteiler. Da die elektrische Verteilung bzw. Bündelung von Kommunikations- oder Datenleitungen nicht so einfach ist wie für Strom bzw. vor der Erfindung von gemeinsam genutzten Telefonleitungen überhaupt nicht möglich war, müssen die Leitungen eine längere Strecke getrennt voneinander verlegt werden, ehe sie im Wählamt oder Hub oder dergleichen gebündelt werden. Um dennoch flexibel auf Störungen und wechselnde Anforderungen reagieren zu können, werden Rangierverteiler eingesetzt.

## Technik
Zum Verbinden der Drähte im Verteiler werden je nach Verteilerausführung verschiedene Verbindungstechniken verwendet. In Verteilern älterer Bauart wurden die Drähte auf Metallstifte gelötet oder mit Schraubklemmen verklemmt. Bei modernen Verteilern werden in der Regel Schneidklemmen verwendet.

## Beispiel
In der Kommunikationstechnik wurden von der Deutschen Telekom bei Teilnehmerinstallationen häufig Verbindungs- und Verteilungsdosen (VVD) zur Verschaltung von Telefonkabeln eingesetzt.